# Josep Maria Bultó Marquès
Josep Maria Bultó Marquès (Barcelona, 1900 - Barcelona, 9 de maig de 1977) fou un empresari i industrial català, membre d'alta burgesia catalana amb fortuna i considerable influència empresarial i política. Va ser espia de Franco, col·laborava amb el SIFNE, el Servei d'Informació de Fronteres de el Nord-est d'Espanya 
Morí assassinat a Barcelona en un atemptat.

## Trajectòria
Pertanyia, per part de mare, a la quarta generació d'industrials tèxtils: els Marquès, de Vilanova i la Geltrú. Era president d'Indústries Marquès. Durant els anys cinquanta va ser vicepresident del Consorcio de Industriales Textiles Algodoneros (CITA), i després president del 1957 al 1961 del Servicio Comercial de la Industria Textil Algodonera (SECEA), l'organisme de la patronal dels cotoners catalans integrat als sindicats verticals franquistes. Era també president de la Companyia Espanyola de Motors (CEMOTO), que fabricava les motocicletes marca Bultaco, i havia estat el primer president del Banc Industrial de Catalunya. El seu càrrec més important, però, era el de president de la societat anònima Cros -des del 1965-, la gran empresa química catalana, amb la seu social al Passeig de Gràcia.

## L'atemptat
Va morir el 9 de maig de 1977 en un atemptat, després d'esclatar la bomba que dos militants li van enganxar al pit, sota l'amenaça de fer-la esclatar si no pagava 500 milions de pessetes.
Cap organització no va reivindicar els fets, encara que tres persones de l'Exèrcit Popular Català (EPOCA) van ser detingudes. Van ser amnistiats poc després. L'empresari, que des del primer moment es va negar a pagar, va morir poques hores després a la seva casa de Pedralbes des d'on tenia intenció d'acudir a la comissaria. Josep Maria Bultó era germà de Francesc Xavier Bultó (Paco Bultó) conegut per ser el propietari, entre d'altres, de l'empresa de motocicletes Bultaco.
Jaume Martínez i Vendrell va ser condemnat el 1982 pel Tribunal Suprem espanyol a 36 anys de presó com a inductor dels assassinats de Josep Maria Bultó, al maig de 1977, i de l'alcalde de Barcelona Joaquim Viola i la seva dona, el gener de 1978, encara que no va arribar a complir la condemna, ja que encara es trobava a l'exili amb la seva muller Àngels a París, Brussel·les i Andorra.
L'Audiència Nacional va condemnar Antoni Massaguer i Xavier Barberà a 36 anys de reclusió major, com a autors materials de la col·locació de l'artefacte explosiu al pit de Bultó; a un tercer processat, Fernando Jabardo, a 12 anys, com a còmplice, i a Dolors Tubau i Abel Rebollo, a 2 anys i 3 mesos cadascun, com a autors d'un delicte de col·laboració amb bandes armades. Carles Sastre va ser condemnat el 28 d'octubre de 1985 a 42 anys de presó per la seva intervenció en aquest assassinat i Montserrat Tarragó també va ser condemnada a 4 anys de presó per la seva participació, com a autora d'un delicte de col·laboració amb bandes armades.